# Краков-Батовице
Краков-Батовице (пол. Kraków Batowice) — пассажирская и грузовая железнодорожная станция в городе Краков, в Малопольском воеводстве Польши. Имеет 2 платформы и 3 пути.
Станция была построена в 1934 году под названием «Батовице» на железнодорожной линии Варшава-Западная — Радом — Скаржиско-Каменна — Кельце — Мехув — Краков. Нынешнее название является с 1972 года.